# ابوالحسن ماوردی
ابوالحسن ماوردی (۳۶۴ تا ۴۵۰ ه‍.ق / ۹۷۴ تا ۱۰۵۷ میلادی) فقیه اهل سنت در دوره آل بویه و اوایل سلجوقیان بود و در بغداد می‌زیست. او ارتباط نزدیکی با خلافت عباسی داشت و آثار مهمی در تبیین فقه اهل سنت و به‌خصوص فقه سیاسی خلافت نوشت، که مهمترین شان کتاب الاحکام السلطانیه است. ماوردی در این کتاب می‌کوشد از مشروعیت خلافت عباسی دفاع کند و چارچوب حقوقی آن را در شرایط سیاسی زمانه خود تدوین کند. این کتاب را حسین صابری با نام آیین حکمرانی به پارسی برگردانده و انتشارات علمی و فرهنگی چاپ کرده است. 
نام کامل ایشان، علی بن محمد ماوردی است و از مهم تریم آثار وی می توان به کتاب احکام السلطانیه و ولایات الدینیه اشاره کرد. هم چنین کتاب الحاوی الکبیر که در بیان فقه شافعی نگارش یافته است. [2] 